# Acacia myrtifolia
Acacia myrtifolia là một loài thực vật có hoa trong họ Đậu. Loài này được (Sm.) Willd. miêu tả khoa học đầu tiên.

## Hình ảnh

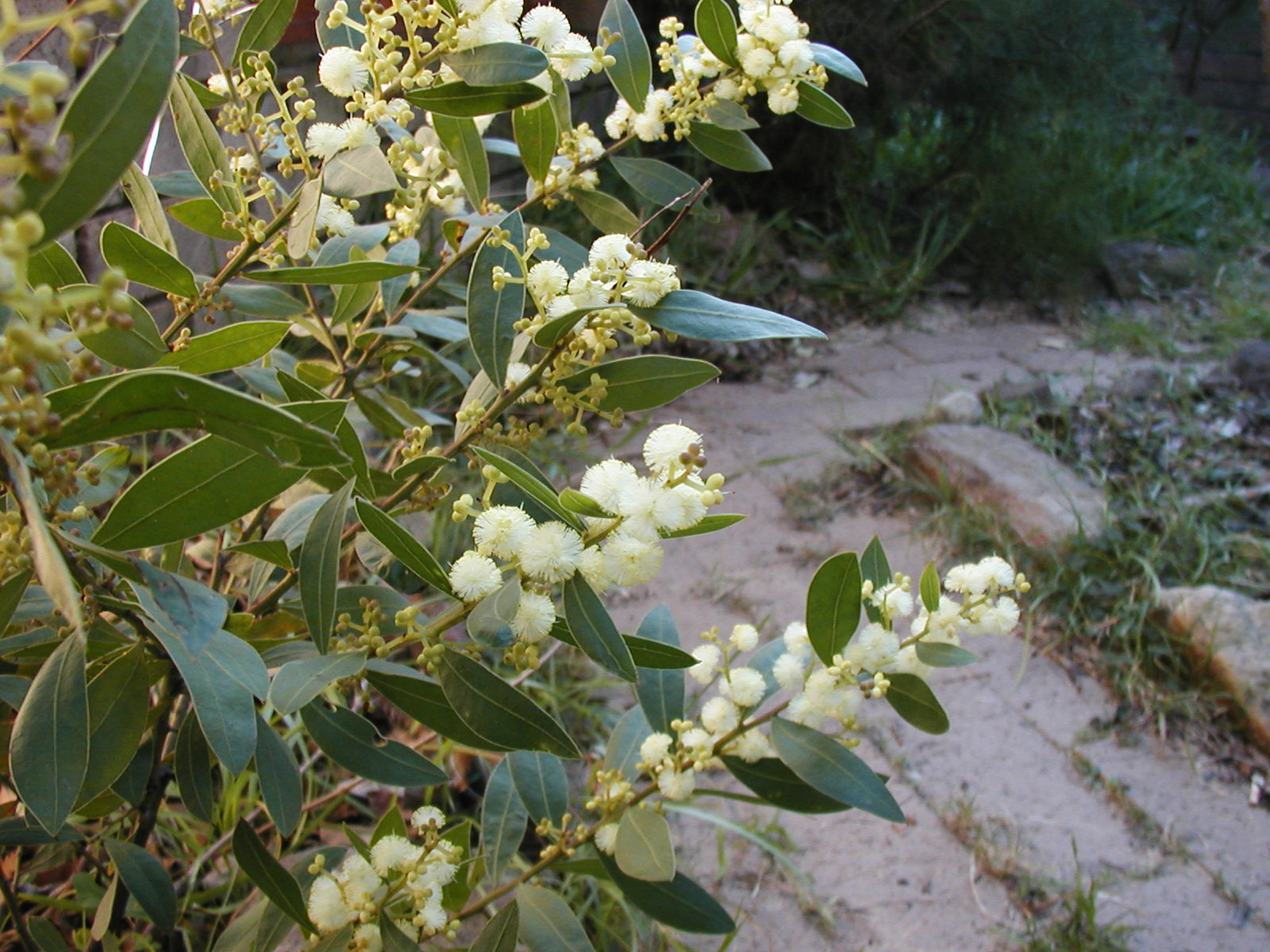
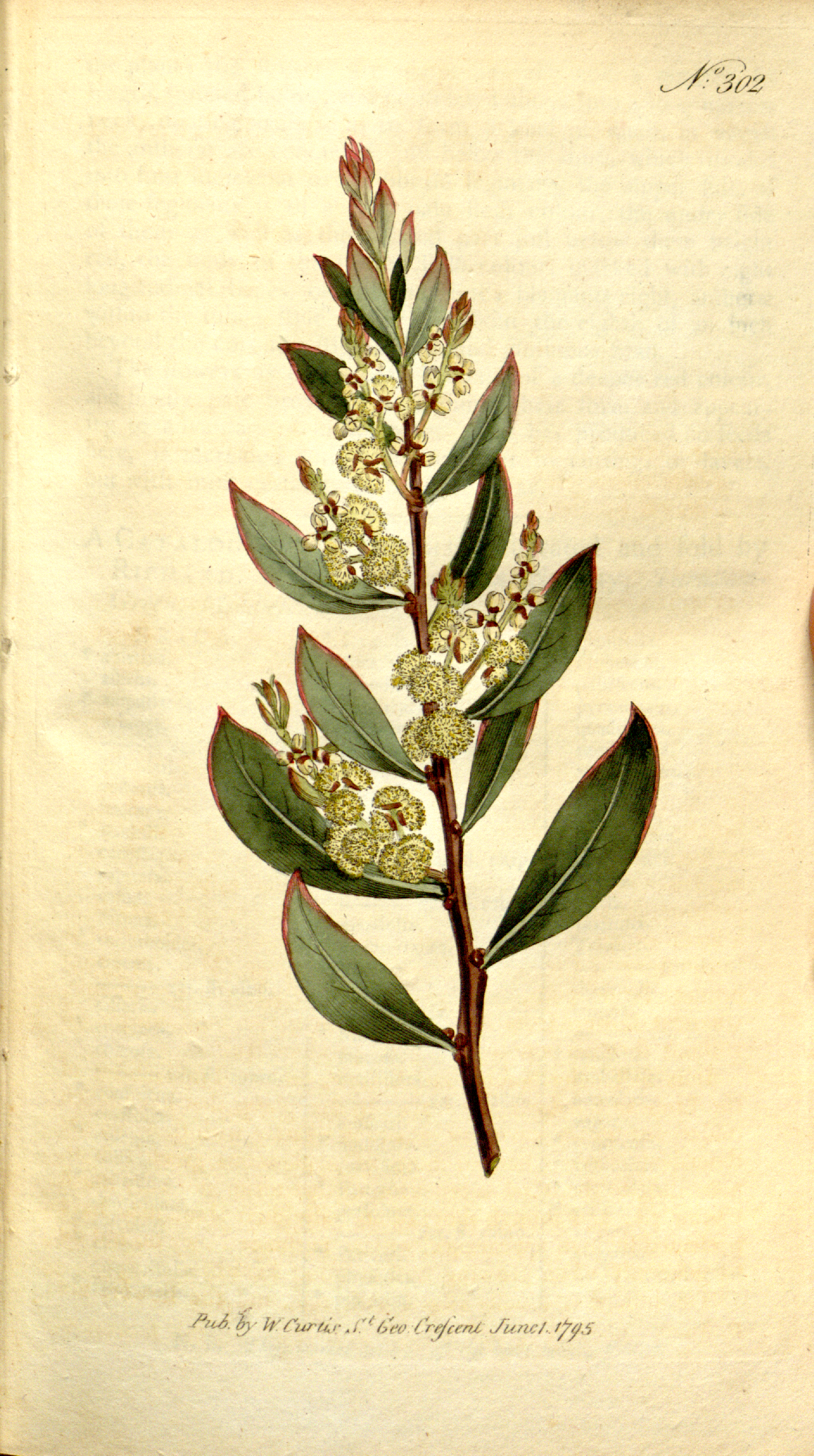